# Thomas Lehr

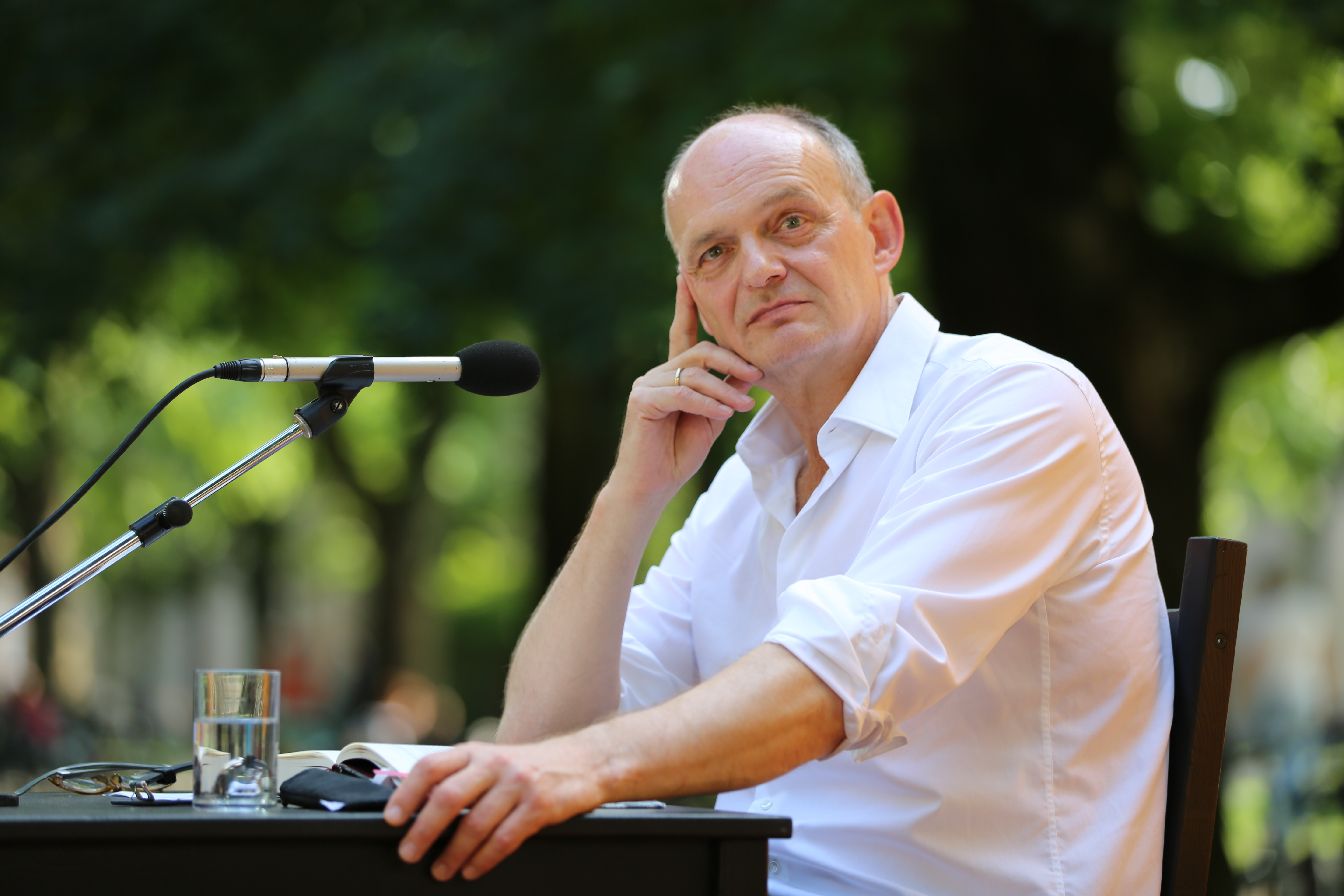
Der Schriftsteller Thomas Lehr auf dem Erlanger Poetenfest 2017

Thomas Lehr (* 22. November 1957 in Speyer) ist ein deutscher Schriftsteller.

## Leben
Lehr studierte von 1979 bis 1983 in West-Berlin Biochemie und war danach zunächst als Programmierer an der Universitätsbibliothek der Freien Universität Berlin tätig, ehe er freier Schriftsteller wurde. Er lebt in Berlin und hatte im Sommersemester 2011 an der FU Berlin die Heiner-Müller-Gastprofessur für deutschsprachige Poetik inne.
Sein bisheriges Hauptwerk Nabokovs Katze (1999) trägt deutliche autobiographische Züge und erzählt, über einen Zeitraum von 25 Jahren, die erotisch-obsessive Beziehung des Helden Georg zu seiner Muse Camille.
Lehr ist seit 2002 Mitglied des PEN-Zentrums Deutschland. Im Mai 2012 wurde er als neues Mitglied in die Akademie der Künste in Berlin berufen und im Herbst 2018 in die Deutsche Akademie für Sprache und Dichtung aufgenommen.

## Werke

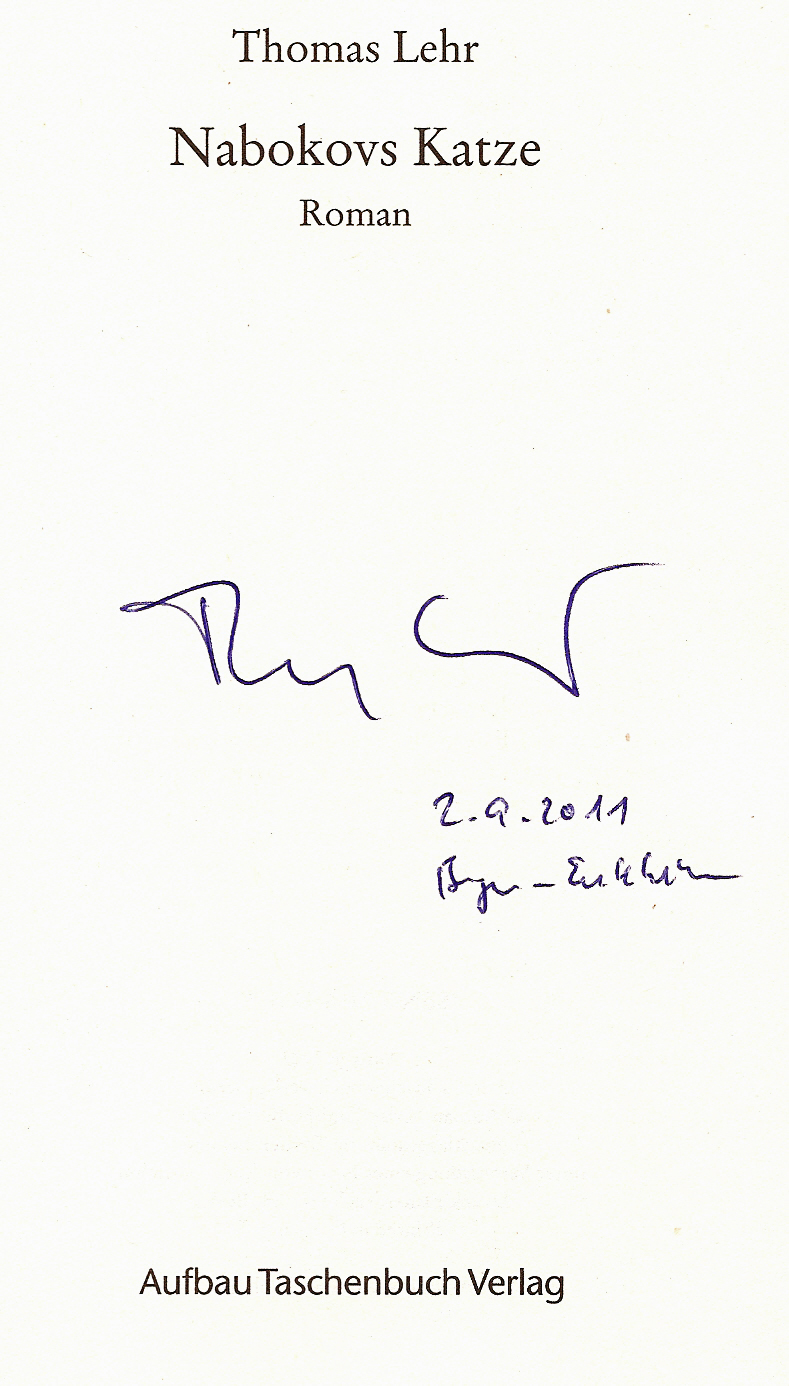
Autograph von Thomas Lehr

- Zweiwasser oder Die Bibliothek der Gnade. Roman, Rütten und Loening, Berlin 1993, Neuauflage Hanser, München 2014, ISBN 978-3-446-24710-9
- Die Erhörung. Roman, Aufbau, Berlin 1995, Neuauflage Hanser, München 2011, ISBN 978-3-446-24046-9
- Nabokovs Katze. Roman, Aufbau, Berlin 1999, Neuauflage Hanser, München 2016, ISBN 978-3-446-25389-6
- Frühling. Novelle, Aufbau, Berlin 2001, Neuauflage Hanser, München 2019, ISBN 978-3-446-26173-0
- 42. Roman, Aufbau, Berlin 2005, Neuauflage Hanser, München 2013, ISBN 978-3-446-24336-1
- Tixi Tigerhai und das Geheimnis der Osterinsel. Aufbau, Berlin 2008, (keine Neuauflage), ISBN 978-3-351-04084-0
- September. Fata Morgana. Roman, Hanser, München 2010, (Erstausgabe), ISBN 978-3-446-23557-1
- Größenwahn passt in die kleinste Hütte, Kurze Prozesse, Hanser München 2012, (Erstausgabe), ISBN 978-3-446-23983-8
- Schlafende Sonne. Hanser, München 2017, (Erstausgabe), ISBN 978-3-446-25647-7[4]
- Manfred. Bekenntnisse eines Außerirdischen.  Roman, Hanser, München 2023, ISBN 978-3-446-27749-6.
- Kafkas Schere. Wallstein, Göttingen 2024, ISBN 978-3-8353-5586-6.

## Auszeichnungen und Ehrungen
- 1993, 1999, 2001: Förderpreis „Buch des Jahres“ des Rheinland-Pfälzischen Schriftstellerverbandes
- 1994: Rauriser Literaturpreis
- 1994: Mara-Cassens-Preis des Hamburger Literaturhauses für den Ersten Roman
- 1995: Literatur-Förderpreis Berlin
- 1996: Pfalzpreis für Literatur (Fördergabe)
- 1999: Martha-Saalfeld-Förderpreis des Bundeslandes Rheinland-Pfalz
- 1999: Rheingau Literatur Preis
- 2000 wurde Lehr der Wolfgang-Koeppen-Preis der Hansestadt Greifswald vom vormaligen ersten Preisträger Richard Anders zugesprochen. In Anders’ Begründung hieß es:

„Von seinem Roman Zweiwasser oder Die Bibliothek der Gnade (1992) an hat Thomas Lehr sprachmächtig in der Nachfolge jener Moderne weiter geschrieben, die bei aller Zeitbezogenheit nie Wachträume, Halluzinationen und Gedankenspiele ausgeschlossen hat. In seiner letzten Prosaarbeit 'Nabokovs Katze' erzählt Thomas Lehr die l'amour fou seines Helden in scharf ausgeleuchteten Bildern, wobei seine literarischen Mittel auf Schnitt- und Überblendungstechniken des Films verweisen. Nicht ganz ohne Grund: Der getriebene Held wechselt von der Mathematik zur Regie. Eines seiner Vorbilder ist Luis Buñuel.“
- 2002: Georg-K.-Glaser-Preis des Bundeslandes Rheinland-Pfalz
- 2005: Nominierung des Romans 42 für den Deutschen Buchpreis (Shortlist)
- 2006: Kunstpreis Rheinland-Pfalz
- 2010: Nominierung des Romans September. Fata Morgana für den Deutschen Buchpreis (Shortlist)
- 2010: Pfalzpreis für Literatur
- 2011: Berliner Literaturpreis der Stiftung Preußische Seehandlung[5]
- 2011/2012: Stadtschreiber von Bergen[6]
- 2012: Marie Luise Kaschnitz-Preis
- 2015: Joseph-Breitbach-Preis
- 2016: Mitglied der Akademie der Wissenschaften und der Literatur[7]
- 2017: Nominierung zum Deutschen Buchpreis mit Schlafende Sonne (Shortlist)
- 2018: Literaturpreis der Stadt Bremen für Schlafende Sonne[8]
- 2018: Spycher: Literaturpreis Leuk
- 2018: Kranichsteiner Literaturpreis